# Praina atristriata
Praina atristriata är en fjärilsart som beskrevs av Druce 1903. Praina atristriata ingår i släktet Praina och familjen nattflyn. Inga underarter finns listade i Catalogue of Life.